# Mydaea convexa
Mydaea convexa är en tvåvingeart som beskrevs av Stein 1918. Mydaea convexa ingår i släktet Mydaea och familjen husflugor. Inga underarter finns listade i Catalogue of Life.